# 1747 Wright
Az 1747 Wright (ideiglenes jelöléssel 1947 NH) egy marsközeli kisbolygó. Carl Alvar Wirtanen fedezte fel 1947. július 14-én.